# Alstad Station
Alstad Station (Alstad holdeplass) var en jernbanestation på Nordlandsbanen, der lå nord for bygden Skatval i Stjørdal kommune i Norge.
Ved åbningen af Hell–Sunnanbanen, nu en del af Nordlandsbanen, 29. oktober 1902, blev der etableret et krydsningsspor ved Alstad. I 1904 blev der etableret et trinbræt 50 meter nord for krydsningssporet, hvor der blev stoppet i perioder for lystrejsende til Steinvikholm. Trinbrættet blev gjort fast omkring 1935. Krydsningssporet blev nedlagt omkring 1972. Betjeningen med persontog ophørte 23. maj 1993, og 1. september 1993 blev stationen nedlagt.